# Penso (Sernancelhe)
Penso is een plaats (freguesia) in de Portugese gemeente Sernancelhe en telt 244 inwoners (2001).